# Людвіг Штрох
Людвіг Штрох (нім. Ludwig Stroh, 1910 — ?) — австрійський футболіст, що грав на позиції півзахисника.

## Кар'єра
Виступи у австрійській лізі розпочав у клубі «Адміра» (Відень), у складі якої зіграв у сезоні 1928–1929 4 матчі і забив 1 гол. Влітку 1928 року був учасником першого матчу 1/4 фіналу кубка Мітропи, у якому «Адміра» перемогла празьку «Славію» з рахунком 3:1.
З наступного сезону виступав у команді «Ніколсон» (Відень). За чотири роки зіграв у складі клубу 60 матчів.
Протягом наступних сезонів грав за кордоном у французьких командах «Страсбур» і «Руан», а також швейцарському «Базелі».

## Статистика виступів

### Статистика виступів у кубку Мітропи
| №                      | Розіграш               | Стадія                 | Дата та місце проведення | Команда 1              | Рахунок | Команда 2      | Голи |
| ---------------------- | ---------------------- | ---------------------- | ------------------------ | ---------------------- | ------- | -------------- | ---- |
| 1                      | 1928                   | 1/4                    | 15.08.1928 Відень        | Адміра (Відень)        | 3:1     | Славія (Прага) |      |
| Всього у кубку Мітропи | Всього у кубку Мітропи | Всього у кубку Мітропи | Всього у кубку Мітропи   | Всього у кубку Мітропи | 1       |                | 0    |